# 투자 워크스테이션
투자 워크스테이션(investment workstation)은 금융 중개인, 금융거래자, 포트폴리오관리자들 등 금융 산업에서 시간과 지식의 활용을 극대화 하기 위해 사용하는 전문화된 것을 말한다. 워크스테이션은 오류가 적은 정보를 원스톱(one-stop)으로 빨리 제공함으로써 주식 선택에서 고객 기록 갱신까지의 전체 투자과정을 효율적으로 처리할 수 있게 한다.